# Endless Shame
Endless Shame är en svensk synthpopgrupp från Kristianstad. Bandet har funnits sedan 1993 och släppt ett antal skivor med egenproducerat material, samt spelat live runtom i Sverige samt i Tyskland. 
Bandet första officiella album "Price Of Devotion" släpptes 2007 på det Kristianstads-baserade skivbolaget K-Town Records. Låten "Rebel Girl" släpptes som CD-singel innehållandes remixer av bland andra "Kvantisera" och "Universal Poplab". Albumet "Price Of Devotion" blev nominerat för bästa synthplatta på Manifestgalan 2008, men hamnade på en delad 2:a plats.
2009 släpptes Endless Shame's andra fullängdsskiva "Unspoken Words" på den amerikanska etiketten A Different Drum. Skivan fick väldigt bra kritik av tidningar och webzines. Från skivan släpptes singeln "Pure" som blev något av en klubb-hit på alternativa klubbar i framförallt Tyskland. 
Efter att ha skrivit på för det italienska skivbolaget EK|Produkt släppte bandet sin tredje skiva "Generation Blind" 2011. Plattan innehåller, precis som "Unspoken Words", en blandning av synth-pop, synth-rock och EBM. Skivan fick i princip enbart positiva recensioner. Året före skivan släpptes åkte bandet ner till Neapel och spelade in en video till låten "The Reaper". Från skivan lyftes låten "Halo" ut som singel.
I skrivande stund (mars 2012) håller bandet på att färdigställa sin fjärde fullängdsskiva. Skivan kommer innegålla ett tiotal nya låtar samt nya remixer på utvalda låtar från albumet "Price Of Devotion".

## Medlemmar
- Mattias Levin - Sång, Gitarr, Produktion
- Mika Rossi - Synth, Percussion, Produktion
- Anders Olsson - Synth, Kör, Produktion

## Diskografi
- Price Of Devotion - CD - Ktownrecords - 2007
- Rebel Girl - MCD - Ktownrecords - 2008
- Pure - MCD - A Different Drum - 2009
- Unspoken Words - CD - A Different Drum - 2009
- Halo - MCD - EK|Product - 2011
- Generation Blind - CD - EK|Product - 2011